# 大岩勇夫
大岩 勇夫（おおいわ いさお、慶応3年5月22日（1867年6月24日） - 昭和30年（1955年）7月7日）は、日本の政治家、弁護士。名古屋市長や衆議院議員（立憲同志会）などを務めた。

## 経歴
三河国加茂郡花本村（現在の愛知県豊田市）出身。東京法学院（現在の中央大学）に入学し、在学中の1890年に代言人試験に合格した。翌年に卒業した後、弁護士を開業し、名古屋弁護士会会長も務めた。
1899年、愛知県会議員に選出された。1910年からは名古屋市会議員となり、3回にわたって議長を務めた。1915年、第12回衆議院議員総選挙に出馬し、当選。一期務めた。その他、愛知セメント株式会社専務、中京法律学校理事も兼ねた。
1927年、名古屋市長に就任。三期11年にわたって市政を運営し、在任中の1937年には名古屋汎太平洋平和博覧会を開催した。
曽孫は2024年パリオリンピック総合馬術競技、銅メダリストの大岩義明 、孫に元フィギュアスケート選手の長瀬洋子と藤森美恵子（共に、旧姓 大岩）。